# Parryodes
Parryodes é um género botânico pertencente à família Brassicaceae.